# لمزا
لمزا (انگلیسی: Lemeza) یک شهرک در شهرستان ایگلینسکی استان باشقیرستان کشور روسیه است.